# Mitt sjätte sinne
Mitt sjätte sinne är Petters debutalbum som släpptes 26 augusti 1998 av Ricochet Records. Peter Swartling producerade albumet.
Tre låtar på albumet släpptes som singlar: Du vet att jag gråter, Mikrofonkåt och Vinden har vänt.
Flera gästrappare deltog på albumet, framför allt på spåret Riddarna runt runda bordet, där Ayo, Big Fred, Houman, Ken Ring, "Nisse", PeeWee, Theodor Hellborg och Thomas Rusiak turas om att framföra låten tillsammans med Petter själv.
Skivan rankades av Sonic Magazine i juni 2013 som det 71:a bästa svenska albumet någonsin.

## Spår
1. Fäller en tår (2:56)
2. En resa (3:43)
3. S.Ö.D.E.R. (4:20)
4. Du vet att jag gråter (med Kaah) (4:22)
5. Vinden har vänt (med Thomas Rusiak) (4:26)
6. Verbal vendetta (med Ayo) (3:34)
7. Minnen (4:03)
8. Håller fortet (feat. Thomas Rusiak & Profil) (4:18)
9. Min tid (med Ken Ring) (4:30)
10. Mitt sjätte sinne (3:51)
11. Ut och in på mig själv (med Kaah) (4:31)
12. Petter vs. Sthlm (med Theodor Hellborg, Stora A & Frostis) (4:12)
13. I natt (3:35)
14. Gryning (2:55)
15. Mikrofonkåt (4:31)
16. Riddarna runt runda bordet (med Ken Ring, Thomas Rusiak, Houman Sebghati, Nisse, PeeWee, Theodor Hellborg, Big Fred & Ayo) (8:47)
17. Utro (3:50)
18. Äkta (4:48) (B-sida från Du vet att jag gråter)*
19. Vinden har vänt del 2 (med Ken Ring & Thomas Rusiak) (3:42)*
20. STHLM (4:20) (B-sida från Vinden har vänt)*
21. Underverk (med Thomas Rusiak) (4:43)*
22. Fäller en tår (Alternativ version) (3:32)*
23. Drömmar (med Thomas Rusiak & Profil) (4:43)*
24. Cowboylåten (med 1000$ Playboys) (4:26)*
25. Mikrofonkåt (Alternativ version) (5:00)*
26. Mikrofonkåt (Original Rusiak version) (4:33)*
27. Mikrofonkåt (Röda linjen remix) (4:24)*
28. Mikrofonkåt (Colleone & one remix) (3:53)*
29. Vinden har vänt remix (med Thomas Rusiak) (5:07)*
30. Vinden har vänt remix (Instrumental; finns bara i Vinyl) (5:07)

* = från 15-årsjubileumsutgåva

### Fotnoter
1. ↑  Sonic #69, sommaren 2013